# Johann Nepomuk Hummel
Johann Nepomuk Hummel, avstrijski skladatelj in pianist, * 14. november 1778, Preßburg (danes Bratislava), Avstro-Ogrska, † 17. oktober 1837, Weimar.
Glasba Johanna Nepomuka Hummla odraža prehodni čas med klasicističnim in romantičnim glasbenim obdobjem.